# Salutio
Salutio ist ein Ortsteil (Fraktion, italienisch frazione) der italienischen Gemeinde Castel Focognano in der Provinz Arezzo in der Toskana.

## Geografie
Der Ort liegt etwa 6 km südöstlich der Burg Castel Focognano, etwa 4 km südöstlich des Hauptortes Rassina, etwa 18 km nördlich der Provinzhauptstadt Arezzo und etwa 50 km südöstlich der Regionalhauptstadt Florenz im Arnotal der Landschaft des Casentino. Der Ort liegt bei 326 m s.l.m. und hatte 2001 182 Einwohner. 2011 waren es 185 Einwohner und 1833 waren es 634 Einwohner. Der nächstgelegene Ort ist Talla, er liegt etwa 3 km südwestlich.

## Geschichte
Erstmals erwähnt wurde der Ort im 12. Jahrhundert als Burg der Republik von Florenz sowie in Dokumenten der zur Pieve Sant’Eleuterio gehörenden Kirche San Vitale a Lorenzano. Nachdem die Burg für die florenzer Republik an Bedeutung verloren hatte, übernahm die Familie Teri di Salutio das Gebäude und baute es zu einem Familienpalast um. Das kurz nördlich und höher als der Ort gelegene Gebäude wird heute noch Castello genannt.

## Sehenswürdigkeiten
- Pieve di Sant’Eleuterio, Pieve aus vorlangobardischer Zeit,[5] die zwischen dem 11. und 13. Jahrhundert wiedererrichtet wurde[6], wahrscheinlich aber älter ist. Enthält verschiedene Werke lokaler Künstler aus dem 17. Jahrhundert (Circoncisione von Tommaso Gorini, 1644 entstanden, Vergine del Rosario von Domenico Nannoni, 1619 entstanden, Trinità von Michelangelo Vestrucci[4], 1618 entstanden[7] und San Francesco von Bernardino Santini, um 1633 entstanden, Sakristei).[5][6]
- Cappella di Salutio, Kapelle in Salutio basso, laut Inschrift unter dem Altar 1855 entstanden.[8]
- Santa Maria del Bagno, Sanktuarium südlich von Salutio. Entstand 1768[9] und gehörte zu der Kongregation Beata Vergine Maria del Monte Carmelo. Heute wird der ehemalige Konvent von Pfadfindern genutzt, die offizielle Messe des Pfarrers aus Salutio findet hier nur noch am Heiligentag statt.[10] Der Altar wurde in den 1970er Jahren restauriert.[9]

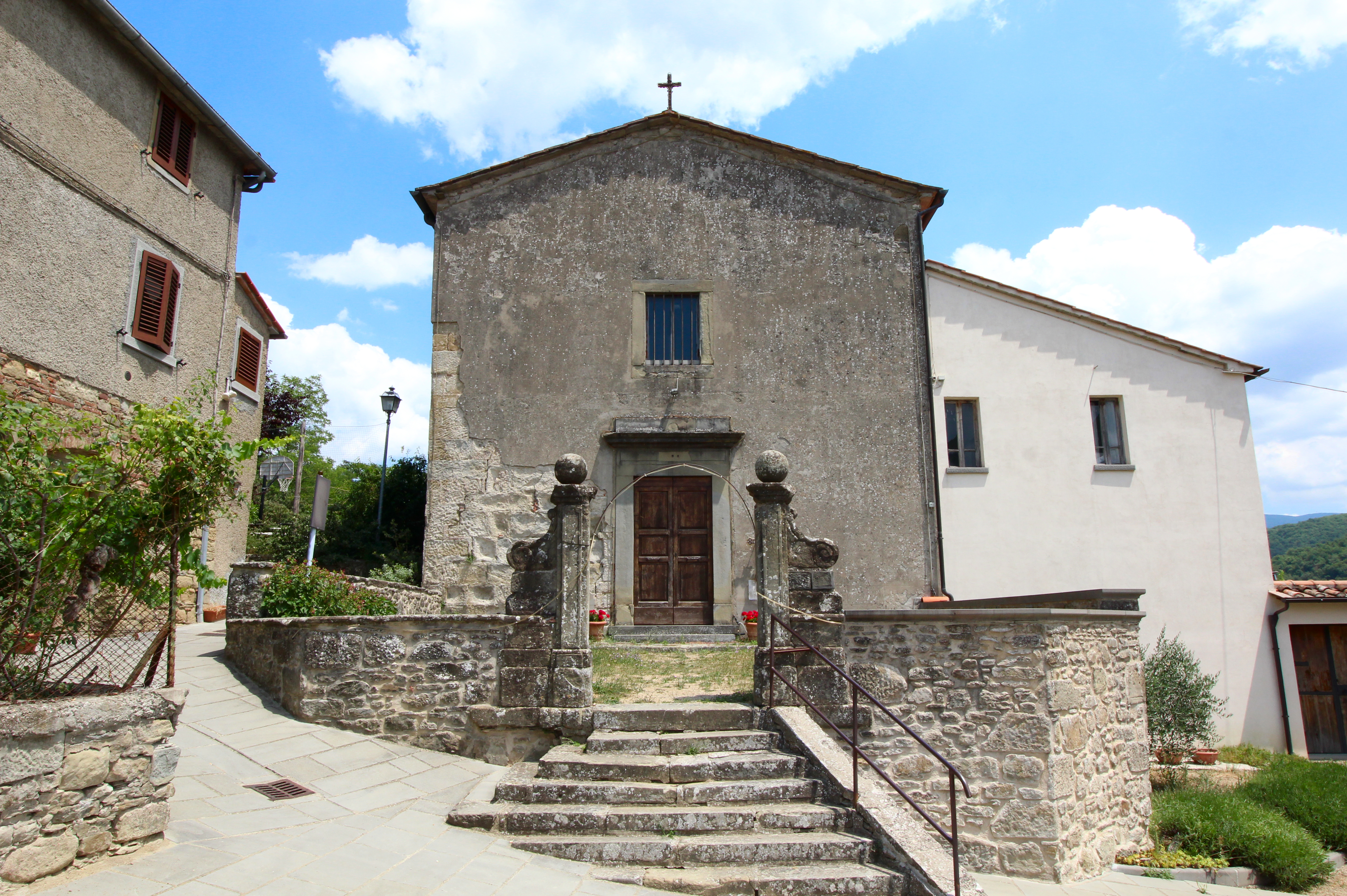
Sant’Eleuterio
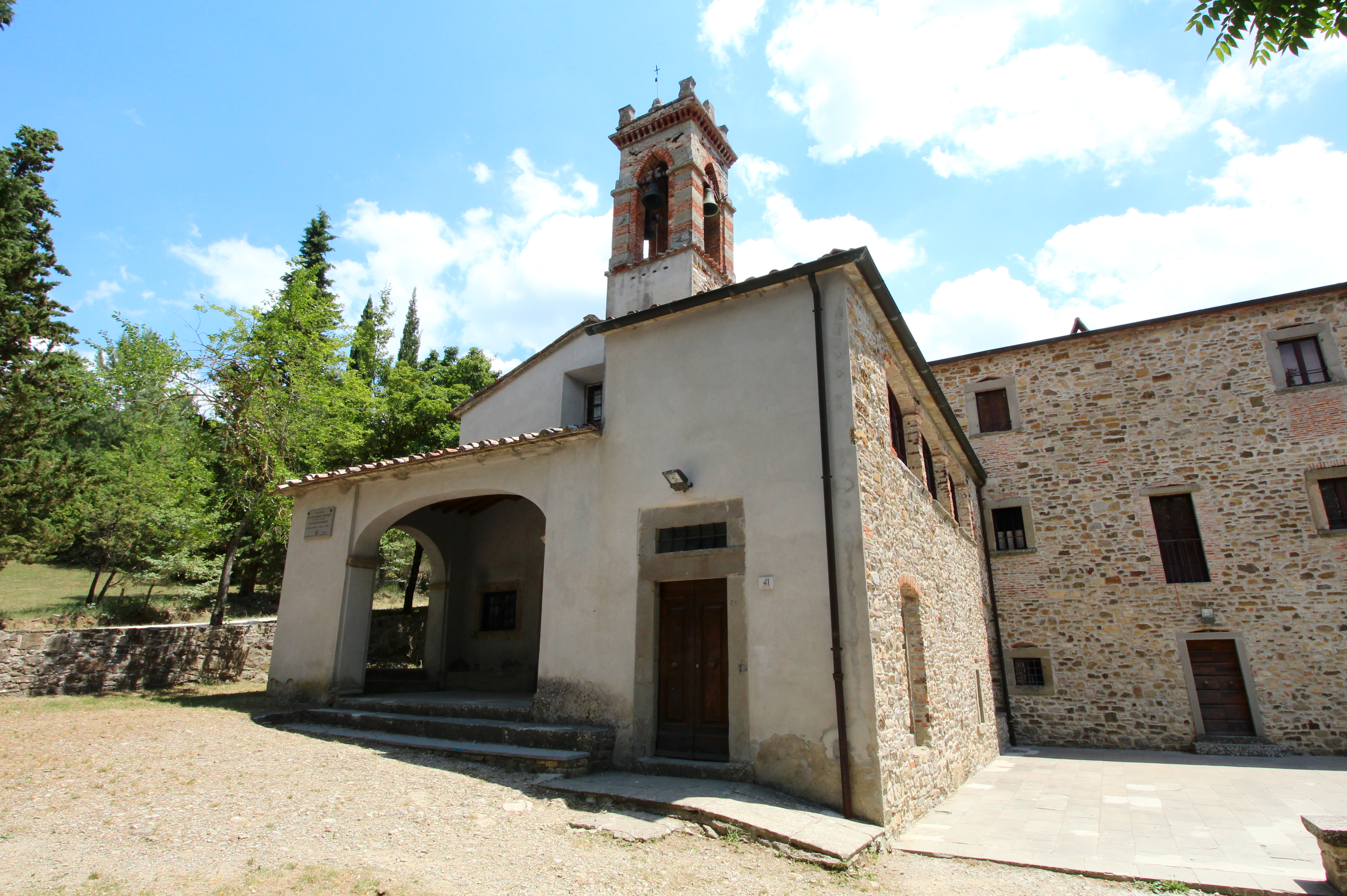
Santa Maria del Bagno
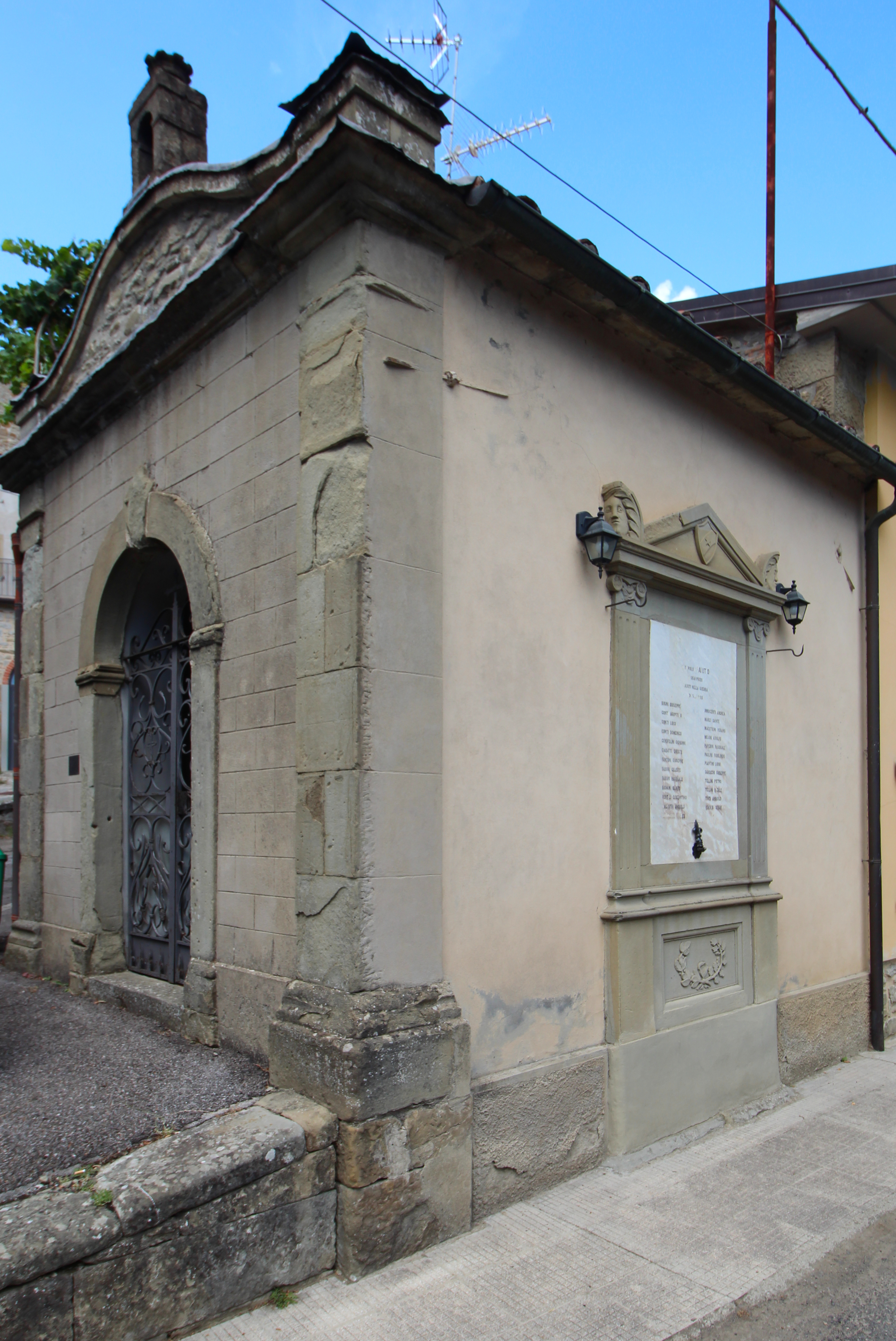
Cappella di Salutio